# Pacifoculodes zernovi
Pacifoculodes zernovi är en kräftdjursart som först beskrevs av Gurjanova 1936.  Pacifoculodes zernovi ingår i släktet Pacifoculodes och familjen Oedicerotidae. Inga underarter finns listade i Catalogue of Life.